# Restavek
Restavecs (o restavèk in creolo haitiano, derivato dal francese reste avec, 'resta con') sono i bambini di Haiti che vivono in una famiglia diversa dalla loro famiglia di origine. 
In genere provengono da famiglie povere delle zone rurali di Haiti, i genitori dei quali, non potendosi permettere di mantenerli, li mandano a lavorare presso famiglie residenti in città. I genitori naturali sperano che la famiglia che li accoglie offra loro delle condizioni di vita più umane, compresa la possibilità di studiare, ma la condizione economica degli ospitanti non è spesso tanto migliore rispetto a quella dei genitori naturali; la nuova condizione, comunque rende più semplice l'accesso ai servizi di base che offre la città. 
I minori attribuiti a un'altra famiglia hanno una condizione formale di domestici, ma il loro trattamento da parte delle famiglie che li accolgono ha approcci differenti. A volte vengono trattati come parte integrante della famiglia, in altri vivono spesso un'effettiva condizione di schiavitù, vittime di abusi di ogni genere. Ci sono dei frustini appositi per la punizione chiamati martinet. Se le ragazze rimangono incinte, vengono lasciate per strada. I restavek non sono autorizzati a parlare, se non quando devono rispondere ai padroni e la maggior parte di essi soffre di malnutrizione. Non hanno contatti con i genitori d'origine, sia a causa dell'analfabetismo che per la distanza che li separa con la famiglia originaria. La schiavitù dei restavek comincia dai 3-5 anni e ha una durata precisa: da una parte, i maschi restavek restano con la famiglia ospitante fino all'adolescenza, per poi affrontare il loro futuro che, nella migliore delle ipotesi, è di lustrascarpe; dall'altra parte, le femmine restano dalla famiglia ospitante fino alla gravidanza, per poi sperare di trovare un lavoro qualsiasi per sopravvivere da sole col bambino. 
La condizione sociale ad Haiti dei restavek è poco dibattuta, e poco nota. Lili Dauphin racconta nel suo libro I will fly again: the restavek la storia di una bambina restavek, lasciata dai genitori ad una famiglia "adottiva" all'età di sei anni, con i dettagli del periodo vissuto da schiava.